# رشدي الكيخيا
رشدي الكيخيا (مواليد حلب، سوريا 1899 - وفيات نيقوسيا، قبرص 1987 ) سياسي سوري ومؤسس وزعيم حزب الشعب السوري، ترأس البرلمان السوري بين عامي 1949 و1951. رفض رئاسة الجمهورية ورئاسة الوزراء عده مرات.

## نشأته
ولد في مدينة حلب السورية عام 1899 لأسرة حلبية عريقة و تلقى علومه في حلب. أرسله والده عام 1910 لمتابعة دراسته في بيروت بالكلية الإسلامية. ورث أملاكاً وعقارات في تركيا نتيجة ارتباطات عائلية.

## حياته السياسية
ظهر على الساحة السياسية مقاوماً تلاحقه حكومة الانتداب الفرنسي خلال الثورة السورية الكبرى عام 1925. عمل في صفوف الكتلة الوطنية منذ تشكيلها عام 1927. كان أحد الموقعين على معاهدة عام 1936 مع فرنسا. أعلن انفصاله عنها عام 1938-1939 عندما تعثرت المفاوضات مع فرنسا ورفضت التصديق على المعاهدة وساءت سمعة الكتلة بسبب التنازلات التي قدمتها. كان من أبرز الرافضين لضم لواء اسكندرون إلى تركيا. أخذ يتقدم صفوف المعارضة وفي عام 1947 ترأس الكتلة الدستورية في مجلس النواب، وفي آب (أغسطس) 1948 اتخذت هذه الكتلة اسم (حزب الشعب) وظل رئيسه حتى حلت الأحزاب، بعد قيام الوحدة السورية-المصرية، وغادر سورية للعيش متنقلاً بين تركيا ولبنان.
انتخب نائباً عن حلب في دورات عام 1936، 1943-1947-1949. وتولى وزارة الداخلية في وزارة هاشم الأتاسي في 14 أغسطس 1949 إلى 12 ديسمبر 1949 تاريخ انتخابه رئيساً للمجلس النيابي. تولى رئاسة الجمعية التأسيسية التي صاغت دستور سوريا عام 1950. كان من أبرز المعارضين لنظام أديب الشيشكلي والمطالبين برحيله الذي تم عام 1954. رفض تولي منصب رئيس الجمهورية بعد الانفصال (الانفصال عن الجمهورية العربية المتحدة التي تشكلت نتيجة الوحدة بين سوريا ومصر) وقال عبارته الشهيرة: اليد التي وقعت وثيقة الوحدة مع مصر لن توقع وثيقة الانفصال.

## وفاته
توفي رشدي الكيخيا في العاصمة القبرصيّة نيقوسيا عام 1987، ودفن في أحد مساجدها.